# Новицька дубина
Ботанічний заказник «Новицька дубина» був зарезервований для наступного заповідання рішенням Івано-Франківського Облвиконкому  № 451 від 15.07.1996 року на землях с. Новиця (Калуський район).
Площа – 100 га.
Об’єкт представлений цінним лісовим масивом з дуба звичайного, з багатим трав’яним покривом, в якому зустрічається велика кількість рідкісних видів рослин, в т.ч. занесених до Червоної книги України.